# Little Thurlow
Little Thurlow is een plaats en civil parish in het bestuurlijke gebied St. Edmundsbury, in het Engelse graafschap Suffolk met 230 inwoners.